# Болотный тенрек
Болотный тенрек (лат. Limnogale mergulus) — млекопитающее из семейства тенрековых (Tenrecidae), эндемик острова Мадагаскар. Единственный представитель рода Limnogale. Отличается полуводным образом жизни и рядом адаптаций к плаванию.

## Описание
Болотный тенрек внешне напоминает землеройку. Длина тела составляет около 12-15 см, хвоста — до 15 см. Вес — 40-60 г. Окраска шерсти тёмно-коричневая или черноватая, брюхо светлее. Имеет плоский хвост и частично перепончатые лапы, что делает его отличным пловцом.

## Образ жизни
Болотный тенрек обитает в реках и болотах восточного Мадагаскара.. Активен преимущественно ночью. Питается водными насекомыми, ракообразными, моллюсками и мелкой рыбой. Хорошо плавает и ныряет, добывая пищу под водой.

## Охранный статус
Согласно Международному союзу охраны природы (IUCN), болотный тенрек имеет статус «уязвимый» (Vulnerable). Основные угрозы — утрата среды обитания, вызванная вырубкой лесов, загрязнение водоемов и расширение сельского хозяйства.

## Интересные факты
- Это единственный полуводный тенрек.
- Ранее его относили к землеройкам из-за сходства, но генетические исследования подтвердили принадлежность к тенрековым.
- Способен оставаться под водой до 30 секунд при охоте.